# Allarme a sud
Allarme a sud (Alerte au sud) è un film del 1953 diretto da Jean-Devaivre.

## Trama
Jean e Serge, due ufficiali della Legione straniera nel sud del Marocco francese, sono testimoni di fatti misteriosi sui quali la loro gerarchia chiede massima riservatezza, riguardanti la sperimentazione di una nuova arma che consenta la distruzione di aeroplani in volo. Serge mentre sta indagando viene ucciso, quindi Jean decide di vendicarlo infiltrandosi nell'organizzazione clandestina con sede a Marrakech responsabile del trasmettitore del "raggio della morte".

## Produzione

### Riprese
Le riprese esterne del film sono state effettuate in Marocco.

## Distribuzione

### Date di uscita
Le date di uscita internazionali del film sono state:
- 15 novembre 1953: Francia (Alerte au sud)
- 12 febbraio 1954: Belgio (Alarm in het zuiden)
- 10 marzo 1954: Italia (Allarme a sud)
- 6 dicembre 1954: Svezia (Alarm i söder)
- 30 novembre 1955: Danimarca (Spion i Marokko)
- 18 maggio 1956: Finlandia (Hälytys etelässä)